# Solijn Dandzan
Solijn Dandzan, także Dzandzan (mong. Солийн Данзан; ur. w 1883, zm. w 1924 w Ułan Bator) – mongolski polityk, przewodniczący Komitetu Centralnego Mongolskiej Partii Ludowo-Rewolucyjnej.
Pochodził z rodziny pasterskiej i w młodości także był pasterzem (aratem). Później pracował w służbach celnych. Związał się z mongolskimi rewolucjonistami z grupy Suche Batora, brał udział w walkach z Chińczykami i baronem Ungernem. Po utworzeniu Mongolskiej Partii Ludowej wszedł w skład jej Komitetu Centralnego, będąc od marca 1921 przewodniczącym KC i jednocześnie ministrem finansów w rządzie bolszewickim. W 1923 objął stanowisko głównodowodzącego armii mongolskiej, na miejsce zmarłego Suche Batora.
W 1921 wspierał grupę polityków lewicowych skupionych wokół premiera Bodo i ekspremiera Czagdardżawa. Grupa ta optowała za budową socjalizmu w Mongolii, ograniczeniem władzy kleru i arystokracji, ale także za uniezależnieniem się od ZSRR, przeciw likwidacji drobnej własności prywatnej i przeciw fizycznej rozprawie z kościołem lamajskim. W dodatku sprzeciwiała się przejęciu władzy w nowo powstałym związku młodzieży (odpowiedniku sowieckiego Komsomołu) przez żonę Suche Batora. Jednak w 1922 odciął się od jej działalności, dzięki czemu nie został aresztowany i zdegradowany w czasie rozprawy z wymienionymi działaczami. Jednak po egzekucji Bodo i Czagdardżawa zaczęto atak na Dandzana, co doprowadziło do odwołania go ze wszystkich stanowisk na III Zjeździe Mongolskiej Partii Ludowej, a następnie do skazania go na śmierć, egzekucję wykonano.